# Viên Nhĩ Biện Viên
Viên Nhĩ Biện Viên (zh. 圓爾辨圓, ja. enni ben'en), 1202-1280, cũng được gọi là Thánh Nhất Quốc sư, là một vị Thiền sư Nhật Bản, thuộc tông Lâm Tế, hệ phái Dương Kì. Sau một cuộc du học bảy năm tại Trung Quốc, Sư được Thiền sư Vô Chuẩn Sư phạm ấn khả. Trở về Nhật, Sư khai sáng và trụ trì nhiều chùa và được Hoa Viên Thiên hoàng (ja. hanazono) sắc phong là Thánh Nhất Quốc sư (zh. 聖一國師, ja. shōichi kokushi). Đây là lần đầu tiên Nhật Bản có danh hiệu Quốc sư.
Sư xuất gia năm lên năm và sớm học giáo lý của Thiên Thai tông. Năm lên mười tám, Sư thụ giới cụ túc và sau đó, trong một khoảng thời gian ba năm, Sư chuyên học Nho giáo. Song song với các giáo lý trên, Sư cũng tu tập theo Mật giáo của Thiên Thai tông và được ấn chứng theo nghi lễ tông này năm 1228.
Năm 1235, Sư sang Trung Quốc và may mắn gặp được một trong những vị Thiền sư danh tiếng nhất thời là Vô Chuẩn Sư phạm ở Kính Sơn, trụ trì Vạn Thọ Thiền tự. Sau một thời gian tu tập không lâu, Sư được Vô Chuẩn ấn khả và tặng một bức tranh. Bức tranh này ngày nay vẫn còn được trưng bày tại Đông Phúc tự (ja. tōfuku-ji) tại Kinh Đô (kyōto).
Trở về Nhật, Sư sáng lập chùa Đông Phúc và trụ trì nơi đây. Ngoài ra, Sư còn quản lý hai thiền viện khác là Thụ Phúc (ja. jufuku-ji) và Kiến Nhân (ja. kennin-ji), cả ba đều là những thiền viện quan trọng nằm trong hệ thống Ngũ sơn thập sát của Liêm Thương và Kinh Đô.
Phương pháp dạy đệ tử của Sư bao gồm giáo lý của Thiên Thai, Chân ngôn và Thiền tông nhưng khác với Minh Am Vinh Tây (ja. myōan eisai), Thiền được xếp cao hơn hẳn hai giáo môn kia. Trong Thánh Nhất pháp ngữ (ja. shōichi hōgo), Sư trả lời câu hỏi:
"Tông này được gọi là nền tảng của tất cả các pháp, hiểu thế nào?":
"Thiền là Phật tâm, Giới luật chỉ là bề ngoài, giáo pháp là giảng nghĩa bằng văn tự, niệm Phật là Phương tiện (ja. hōben), cả ba đều xuất phát từ Phật tâm, vì thế tông này được xem là căn bản."
Hỏi: "Làm thế nào học để hiểu được 'Kiến tính thành Phật'?"
Sư đáp: "Cái hiểu biết qua Kinh (sa. sūtra), Luận (sa. śāstra) là thấy, nghe, thụ tưởng và nhận thức. Đó là cái hiểu biết của Phàm phu (sa. pṛthagjana, ja. bonpu), không phải cái hiểu biết chân thật. Ai biết xoay ánh sáng của tâm rọi chiếu trở lại sẽ nhìn ra Phật tính, người ta gọi là có huệ nhãn. Với huệ nhãn người ta kiến tính và thành Phật."
Sư mất năm 1280 tại Đông Phúc tự, thọ 80 tuổi. Đệ tử đắc pháp của Sư hơn 30 người.